# Garzyn
Garzyn is een plaats in het Poolse district  Leszczyński, woiwodschap Groot-Polen. De plaats maakt deel uit van de gemeente Krzemieniewo en telt 1100 inwoners.